# Pfleghof

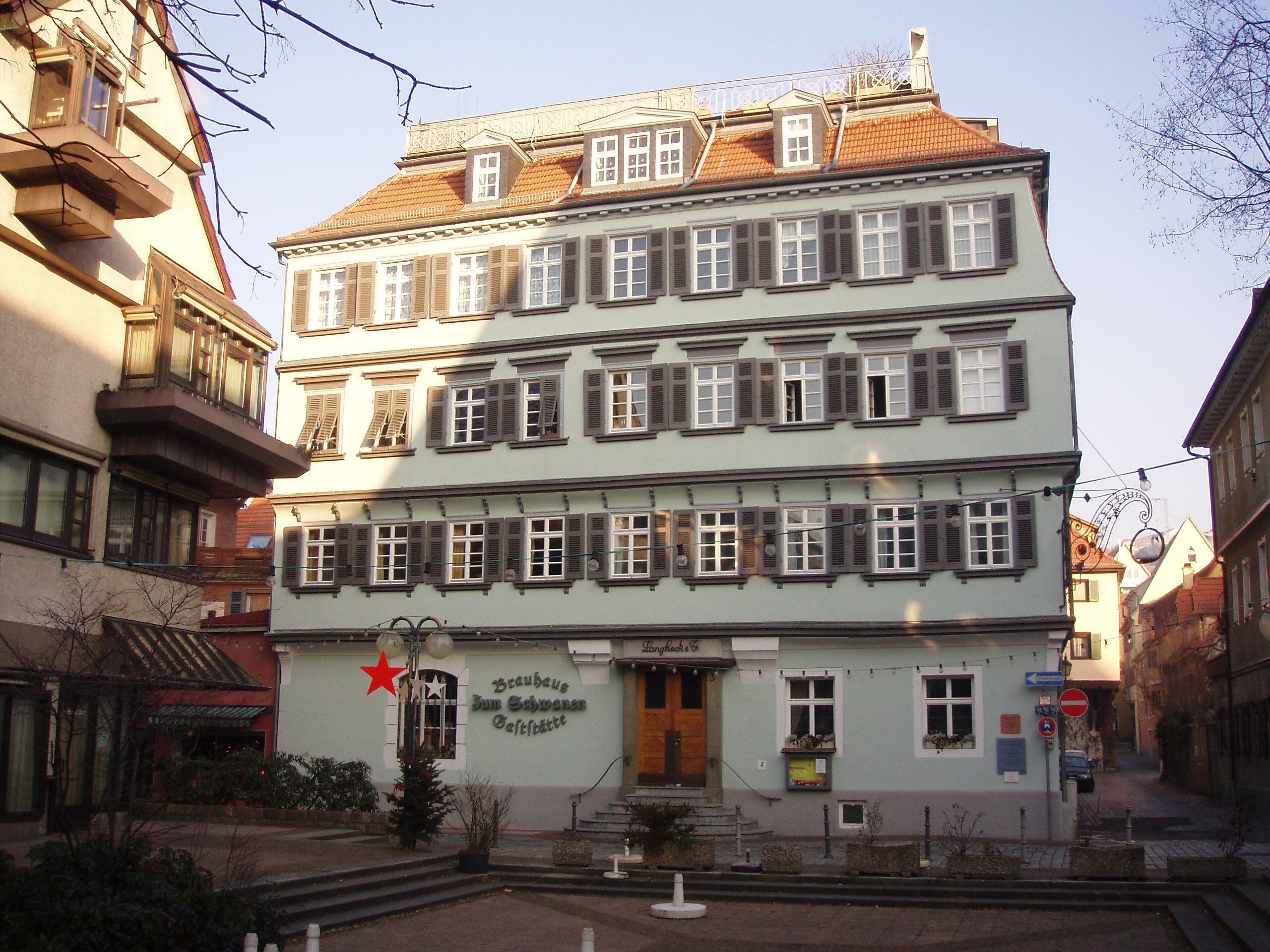
Der Denkendorfer Pfleghof in Esslingen am Neckar.

Als Pfleghof (auch Stadthof, Stadthaus, Klosterhof oder Grangie) wurde im Mittelalter und in der frühen Neuzeit ein Wirtschaftshof eines Klosters (oder Domkapitels) bezeichnet, der sich in einer größeren Ansiedlung – meist einer Stadt – befand. Pfleghöfe dienten als Stützpunkte zum Abwickeln von Rechts- und sonstigen Geschäften mit der Stadt und deren Bevölkerung, beispielsweise zum Handel mit Produkten des Klosters, oder als Zehnthöfe zum Einsammeln von Abgaben, die dem Kloster aus der Stadt zuflossen. Hinzu kamen repräsentative Funktionen. Gelegentlich waren auch Kapellen, Spitäler oder Gasthäuser Teil der Gebäude.

## Beispiele
- Denkendorfer Pfleghof in Esslingen am Neckar
- Kaisheimer Pfleghof in Esslingen
- Salemer Pfleghof in Esslingen
- Eulenburg in Rinteln
- Hainer Hof in Frankfurt am Main
- Kaisheimer Hof in Heilbronn
- Ochsenhauser Pfleghof in Tannheim